# Флуоресцентный многоуровневый диск
Флуоресцентный многоуровневый диск (FMD) — формат оптического носителя, разработанный компанией «Constellation 3D», использующий флуоресценцию вместо отражения для хранения данных. Форматы, основанные на измерении интенсивности отраженного света (такие как CD или DVD), имеют практическое ограничение в 2 слоя хранения данных, главным образом, из-за эффекта интерференции. Однако использование флуоресценции позволяет работать, соответствуя принципам объёмной оптической памяти и иметь до 100 слоёв. Они позволяют вместить объём до 1 Тб при размерах обычного компакт-диска.

## Принципы работы
Питы на диске заполнены флуоресцентным материалом. Когда когерентный свет из лазера фокусируется на них, они вспыхивают, излучая некогерентные световые волны разных длин. Пока диск чист, свет способен проходить через множество слоёв беспрепятственно. Чистые диски имеют возможность отфильтровывать свет лазера (базируясь на длинах волн и когерентности), достигая при этом более высокого коэффициента отношения сигнал/шум, чем диски, основанные на отражении. Это позволяет иметь множество слоёв. Главное ограничение количества слоёв — это суммарная толщина диска.

## История
Образец диска объемом 50 Гб был представлен на компьютерной выставке COMDEX в ноябре 2000 года. Первые образцы использовали красные лазеры с длиной волны 650 нм и имели объём 140 ГБ. Последующие модификации использовали сине-фиолетовые лазеры с длиной волны 405 нм и вместимостью до 1 Тб.
Затем компания «Constellation 3D» прекратила работу из-за скандала, начавшегося после выставки COMDEX 2000 (представленный образец был фальшивым, а его "содержимое" проигрывалось с обычного жесткого диска). 
Вскоре сформированная компания D Data Inc. приобрела патент на эту разработку в 2003 году и представила её под именем цифрового многослойного диска (DMD).